# Ciudad de Armavir
La ciudad de Armavir (del ruso: Город Армавир) es una de las siete unidades municipales con estatus de ciudad independiente u ókrug urbano del krai de Krasnodar, en Rusia. Está situada en la zona oriental del krai. Limita al sur, oeste y norte con el raión de Novokubansk, y al este con el raión de Uspénskoye. Contaba con una población en 2010 de 208 103 habitantes y una superficie de 279.2 km². Su centro administrativo es Armavir, que contaba con 188 832 ese mismo año.
Se halla a orillas del río Kubán, a la altura de la desembocadura de su afluente el río Urup.

## Historia
Como resultado de una reforma de la administración en el año 2005, la ciudad de Armavir y los territorios que dependían de su municipio se constituyeron en la unidad municipal ciudad de Armavir.

## División administrativa
| Municipios de tipo urbano  | Poblaciones* |
| -------------------------- | --- |
| Ciudad de Armavir          | - ciudad Armavir |
| Municipios de tipo rural   | |
| Ókrug rural rural Zavetni  | - posiólok Zavetni - jútor Pervomaiski - jútor Krasin - jútor Zúyevo |
| Ókrug rural Starostanichki | - stanitsa Staraya Stánitsa |
| Ókrug rural Prirechenski   | - jútor Krásnaya Poliana - posiólok Tsentrálnaya usadba sovjoza Yubileini - posiólok Tsentrálnaya usadba sovjoza Vostok - posiólok Yuzhni - posiólok Mayak - posiólok Tsentralnaya usadba opytnoi stantsi VNIIMK - posiólok Uchjoz EVT |

*Los centros administrativos están resaltados en negrita.

## Transporte
Armavir es un enlace ferroviario entre el ferrocarril del Cáucaso Norte y la línea procedente de Tuapsé, Apsheronsk, Maikop y Psebai (se ramifica hacia las localidades mencionadas). Por el territorio del distrito pasa la carretera federal M29 Cáucaso Pávlovskaya-frontera azerí.